# Liebfrauenschule Bensheim

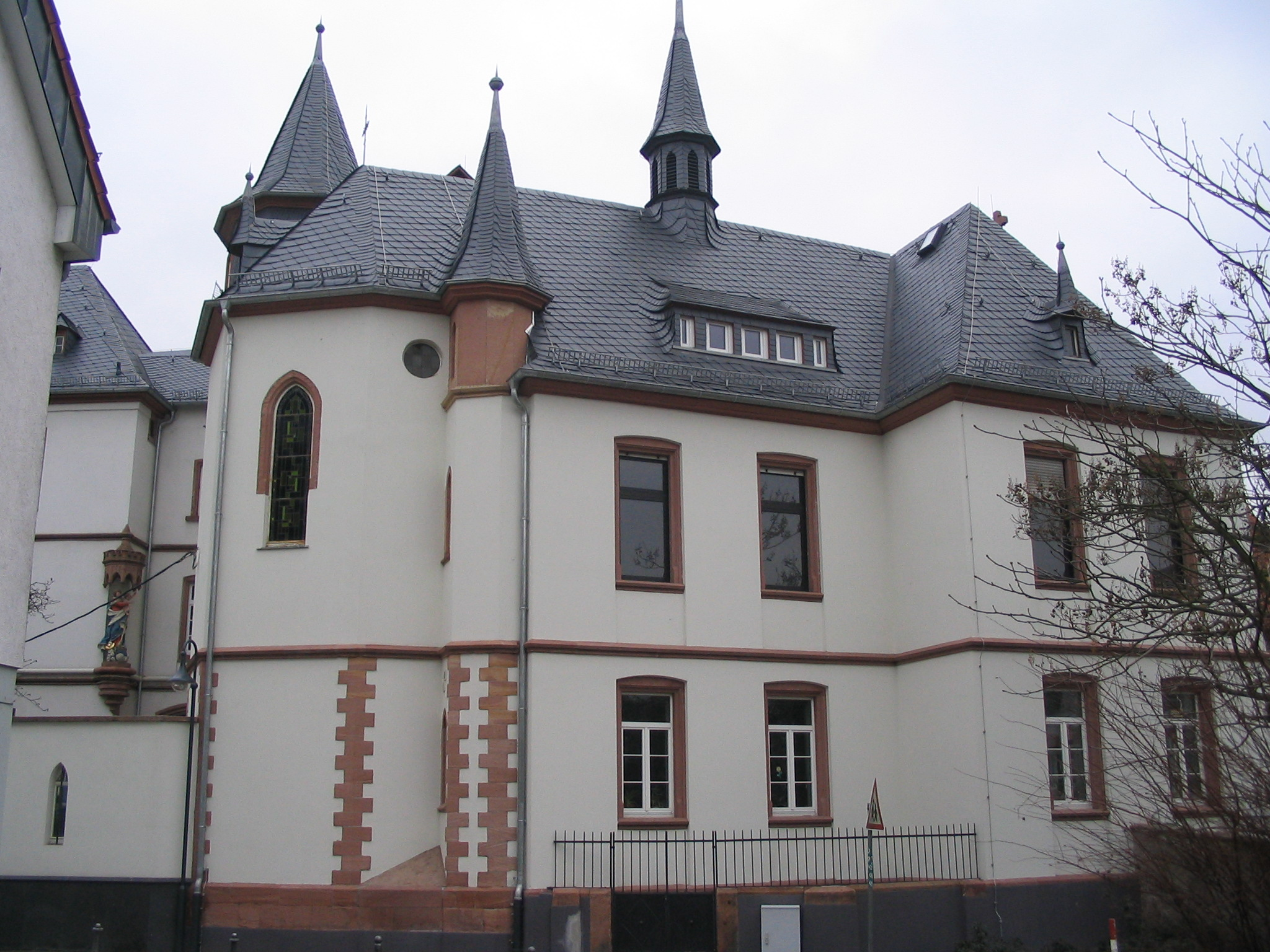
Die Südfront der LFS

Die Liebfrauenschule Bensheim (kurz: LFS) ist eines von fünf Gymnasien in Bensheim an der Bergstraße. Die Schule ist Teil des Kolping-Bildungswerk Württemberg und staatlich anerkanntes Mädchengymnasium.

## Geschichte

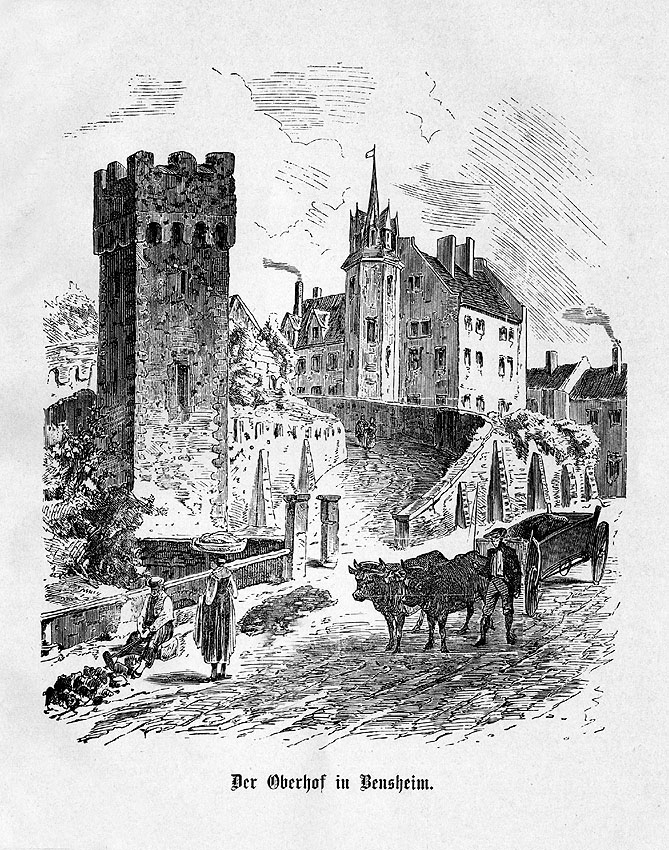
Der ehemalige Oberhof. Links der Rote Turm (Stahlstich von 1882)

Der heute als Mädchengymnasium genutzte Gebäudekomplex geht auf den sogenannten Oberhof zurück. Dieser war der vermutete Wohnsitz der Familie Gemmingen. Im Jahr 1778 war der Oberhof im Besitz von Baron Überbruck von Rodenstein, der ihn an den Bensheimer Ratsherren Meißel veräußerte. In den alten Urkunden ist ersichtlich, dass sich der Oberhof im Besitz des Oberappellationsgerichtsrates Krebs befand. Bei einer Versteigerung gelangte das inzwischen als Krebs'sche Haus bezeichnete Gebäude in den Besitz der auch als Englische Fräulein bezeichneten Maria-Ward-Schwestern. Diese ließen 1870 einen dreigeschossigen Erweiterungsbau, den sogenannten Westflügel, errichten und eröffneten ein Mädchenpensionat. In den folgenden Jahren wurde der weitere Ausbau betrieben. So in den Jahren 1885/86 ein großer südlicher Anbau mit eingebauter Kapelle, 1907 eine Brückenverbindung zur gegenüberliegenden Villa Nibelungenstraße und schließlich 1911 das Neutor mit Treppenaufstieg an der Nibelungenstraße. Ein weiterer Bauabschnitt erfolgte in den Jahren 1912/13 mit der Errichtung eines weiteren westlich Neubaus mit Mehrzweckhalle als Turn- und Festsaal sowie eines Turmes. Der Ausbau fand dann 1924 mit der Errichtung des Pfortenstübchens in der Obergasse sein vorläufiges Ende.
Größere Renovierungen fanden erst wieder in den 1950er Jahren statt, bevor 1974 eine neue Turnhalle entstand. Neue Gebäude entstehen dann 1989 mit der Errichtung des Maria-Ward-Hauses vor allem für naturwissenschaftlichen Unterricht und 1999 der Anne-Frank-Sporthalle.
Die Nationalsozialisten verboten ab 1936 die Neuaufnahme von Schülerinnen, bevor sie die Schule 1938 gänzlich schließen ließen. Während des Zweiten Weltkriegs wurde ab 1944 das Schulhaus als Lazarett genutzt. Der seit 1863 bestehende und von den Englischen Fräulein betriebene Kindergarten wurde 1941 ebenfalls von den Nationalsozialisten übernommen und unter deren Regie weitergeführt.
Nach Ende des Krieges konnten die Schwestern bereits 1945 wieder den Kindergarten eröffnen und 1946 den Schulbetrieb – jetzt unter dem Namen Liebfrauenschule – wieder aufnehmen. Im gleichen Jahr konnte dann auch das erste Nachkriegsabitur durchgeführt werden.
Die Trägerschaft der Schule mussten die Maria-Ward-Schwestern 1978 wegen finanzieller Schwierigkeiten aufgeben. An deren Stelle trat das Bistum Mainz. Im Übergabevertrag wurde geregelt, dass die Schwestern noch für eine Übergangszeit die Schulleitung stellten, was bis 1989 der Fall war.
Die Schule war bis zum Schuljahr 2023/24 eine Katholische Privatschule des Bistums Mainz. Seit dem Schuljahr 2023/24 ist die Schule Teil des Kolping Bildungswerk Württemberg.
Das Schulgebäude (genannt Altes Schulhaus, der ehemalige Oberhof) in der Obergasse 38 ist ein eingetragenes Kulturdenkmal.
Ende September 2020 gab Bischof Peter Kohlgraf bekannt, dass das Bistum Mainz die Trägerschaft der Schule aus Kostengründen aufgeben will. Der Kreis Bergstraße will die Schule langfristig erhalten.
Von dem Schuljahr 2012/13 bis zum Schuljahr 2022/23 bot die Liebfrauenschule auch einen Realschulzweig an, der den Schülerinnen die Möglichkeit bot, je nach Leistungsstand den Schulzweig zu wechseln. Nach Beendung der 10. Klasse hatten die Realschülerinnen auch die Chance auf die gymnasiale Oberstufe zu wechseln. Zwischen Realschule und Gymnasium wurden auch in der 5. Klasse und Ende der 6. Klasse Brückenkurse angeboten. Dieser wurde allerdings aufgrund des Trägerwechsels eingestellt.

## Heutige Nutzung
Die Schülerinnen erwerben als Abschluss die allgemeine Hochschulreife (Abitur). Der Schulträger ist das Kolping-Bildungswerk Württemberg. Es wird Schulgeld erhoben. Die Liebfrauenschule Bensheim beteiligt sich an verschiedenen Gemeinschaftsprojekten, unter anderem an Jugend forscht und dem Comenius-Projekt. Auch der Tanzsport wird an der LFS besonders gefördert, sie besitzt das Prädikat Tanzsportbetonte Schule.
Weiterhin gibt es für die Jahrgangsstufen 5 und 6 die Profilklasse MINT, mit einem erhöhten Unterrichtsumfang in den Naturwissenschaften, in denen vermehrt projektartig gearbeitet wird.
Die LFS zeichnet sich durch ein innovatives Technik-Konzept aus, welches mehrfach prämiert wurde.

## Auszeichnungen
Die LFS hat in den letzten Jahren viele Auszeichnungen bekommen. U. a.:
- Jugend forscht Schulpreis
- MINT-freundliche Schule[7]
- Digitale Schule
- Schule mit Schwerpunkt Tanzsport
- Umweltschule
- Technikscouts der Telekom Stiftung

## Arbeitsgemeinschaften
- Technik-AG
- Astronomie-AG
- Tanz-AG
- Theater-AG
- Vivarium-AG
- Fußball-AG
- Musik-Ensemble
- Jugend forscht
- Crazy Competition Club
- Italienisch
- Physik-Chemie-Show
- Literatur-AG
- Töpfern